# Samuel Conrad von Heydendorff

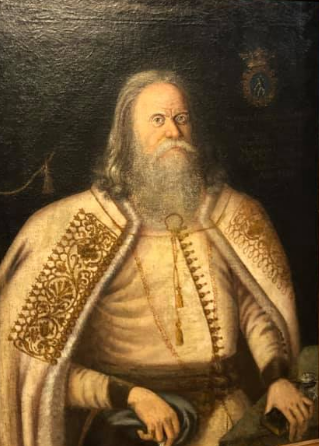
Samuel Conrad von Heydendorff

Samuel Conrad, ab 1696  Edler von Heydendorff (* 9. März 1647 in Bistritz; † 23. Juli 1727 Mediasch) war ein siebenbürgischer Verwaltungsbeamter.

## Leben
Conrad von Heydendorffs Jugend, Ausbildung sowie frühe Tätigkeit liegt im Dunkeln. 1676 tritt er in die Dienste der Stadt Mediasch. Dort war zunächst als Notar, dann später als Senator tätig. In den Jahren von 1688 bis 1693, 1695 bis 1697, 1701 bis 1702 sowie von 1703 bis 1707 war er viermal  Bürgermeister der Stadt. In den Zeiten dazwischen führte Petrus Hermann das Amt des Bürgermeisters und Conrad von Heydendorff übte das Amt des Königsrichters aus, das in den Zeiten seiner Amtszeit als Bürgermeister Petrus Hermann innehatte. Sie wechselten sich in den Ämtern ab.
Conrad von Heydendorff wird seit 1692 als Gubernialrat des örtlichen Guberniums erwähnt. Seine offizielle Wahl erfolgte jedoch erst 1695 auf dem Landtag in Klausenburg. Als 1708 fast das sämtliche Gubernium aufgrund der Pest gestorben war, verwaltete er zwischenzeitlich die Geschäfte des Gubernators von Siebenbürgen. Daneben soll er sich als Bürgermeister in Belagerungszeiten von Mediasch verdient gemacht haben. 1713 wurde erneut zum Sächsischen Rat in das Gubernium gewählt.
Conrad von Heydendorff ist Stammvater eines lange fortbestehendes Adelsgeschlechtes, das Verwaltungsbeamte, Wissenschaftler und Militärs hervorbrachte. Darunter waren weitere Bürgermeister von Mediasch, so sein Sohn Daniel, sein Enkel Michael der Ältere und dessen Sohn Michael der Jüngere.

## Ehrungen
Conrad von Heydendorff wurde von Kaiser Leopold mit einer goldenen Ehrenkette ausgezeichnet. 1692 erhielt er vom Kaiser die Bestätigung des Adelstandes, der von seinem Großvater Andreas Conrad herrühren soll, der sich als Bürgermeister von Bistritz verdient gemacht haben soll. Am 26. März 1696 wurde er von Leopold nobilitiert, er wurde als Edler von Heydendorff in die Reichsritterschaft aufgenommen.